# Дон, Натали
Натали Дон (англ. Natalie Don) — шотландская политическая и государственная деятельница. Член Шотландской национальной партии. Министр по делам детей, молодежи и выполнению обещаний Шотландии с 29 марта 2023 года. Член парламента Шотландии с 2021 года.

## Биография
Являлась членом Совета Ренфрушира.
По результатам выборов избрана депутатом парламента Шотландии в округе Южный и Западный Ренфрушир от Шотландской национальной партии. Сменила Дерека Маккея, исключённого в феврале 2020 года из партии на фоне скандала о переписке с 16-летним юношей. Являлась членом Комитета по Net Zero Energy и транспорту.
В 2022 году выдвинула законопроект, который оправдает женщин, осуждённых по Акту о колдовстве с середины XVI по середину XVIII века. Кампанию «Ведьмы Шотландии» запустили в 2020 году королевский адвокат Клэр Митчелл и писательница Зои Вендитоцци. В декабре 2021 года кампанию поддержала первый министр Никола Стерджен. Никола Стерджен принесла официальные извинения в Международный женский день 2022 года. Инициатива была отозвана из-за назначения Дон в правительство.
29 марта 2023 года приведена к присяге как министр по делам детей, молодежи и выполнению обещаний (младший министр, заместитель главы Министерства образования) Шотландии в правительстве под руководством первого министра Хамзы Юсафа.